# 詹姆斯·格林·哈代
詹姆斯·格林·哈代（James Greene Hardy，1795年5月3日—1856年7月16日），美国弗吉尼亚卢嫩堡县人，是一名美国肯塔基州政治人物，他曾经代表美国人党当选第15任肯塔基州副州长。
1854年，查尔斯·S·莫尔黑德与哈代分别竞选正副肯塔基州州长。1856年7月16日，哈代在任内去世。随后葬在格拉斯哥 (肯塔基州)，上百人参加了他的葬礼。